# ۱۴ سگ کوچک
۱۴ سگ کوچک یک ستاره است که در صورت فلکی سگ کوچک قرار دارد.